# Stiphilus
Stiphilus is een kevergeslacht uit de familie van de boktorren (Cerambycidae). De wetenschappelijke naam van het geslacht werd voor het eerst geldig gepubliceerd in 1840 door Buquet.

## Soorten
Stiphilus is monotypisch en omvat slechts de volgende soort:
- Stiphilus quadripunctatus Buquet, 1840